# Quela
Quela (auch Kela) ist eine Kleinstadt und ein Landkreis in Angola.

## Verwaltung
Quela ist Sitz eines gleichnamigen Landkreises (Município) in der Provinz Malanje. Der Kreis hat etwa 32.000 Einwohner (Schätzung 2014). Die Volkszählung 2014 soll fortan gesicherte Bevölkerungsdaten liefern.
Der Kreis Quela setzt sich aus drei Gemeinden (Comunas) zusammen:
- Moma
- Quela
- Xandele